# Otto Löwenborg (militär)
Otto Wilhelm Löwenborg, född den 10 augusti 1839 i Karlskrona, död den 12 juni 1904 i Varberg, var en svensk militär. 
Löwenborg blev kadett vid Karlberg 1854 och utexaminerades därifrån 1858. Han blev underlöjtnant vid Livregementets grenadjärkår 1858, löjtnant där 1863, kapten där 1879 och major där 1885. Löwenborg befordrades till överstelöjtnant och förste major vid Västgötadals regemente 1890. Han var överste och chef vid Västgötadals regemente 1894–1902. Löwenborg blev riddare av Svärdsorden 1881, kommendör av andra klassen av samma orden 1897 och kommendör av första klassen 1901.
Han tillhörde ätten Löwenborg och var gift med Agda Maria Jägerskiöld. Makarna var föräldrar till Fredrik Löwenborg och svärföräldrar till Erik Petersson.